# Cratere Balta
Balta  è un cratere sulla superficie di Marte.